# RAF Dishforth
RAF Dishforth (engelska: Royal Air Force Station Dishforth) är en flygplats i Storbritannien.   Den ligger i grevskapet North Yorkshire och riksdelen England, i den centrala delen av landet, 300 km norr om huvudstaden London. Dishforth ligger 35 meter över havet.
Terrängen runt Dishforth är platt, och sluttar österut. Runt Dishforth är det ganska tätbefolkat, med 120 invånare per kvadratkilometer. Närmaste större samhälle är Harrogate, 17,9 km söder om Dishforth. Trakten runt Dishforth består till största delen av jordbruksmark.